# Korciany
Korciany (lit. Kartena) – miasteczko na Litwie, położone w okręgu kłajpedzkim w rejonie kretynskim, 15 km na wschód od Kretyngi, 2 176 mieszkańców (2004). Siedziba starostwa Korciany. 
Znajduje się tu kościół parafialny, szkoła, poczta i lotnisko cywilne.
Dekretem prezydenta Republiki Litewskiej miasteczko otrzymało w 1999 herb.